# Evandro Gonçalves Oliveira
Evandro Gonçalves Oliveira Júnior (Río de Janeiro, Brasil, 17 de julio de 1990), más conocido como Evandro, es un jugador de voleibol playa brasileño. Participó en los Juegos Olímpicos de Río de Janeiro 2016. Fue campeón mundial en 2017 y medallista de bronce en el Mundial de 2015.

## Carrera
En 2012 compitió junto al excampeón del Circuito FIVB y Vicecampeón Mundial Harley. Como dupla, su mejor resultado internacional fue quinto puesto en el Abierto de Brasilia.
En 2013 hizo dupla con Vitor Felipe, con quien sacó dos quintos lugares en los Grand Slam de Shanghái y Corrientes de la Gira Mundial FIVB. Luego jugaron el Campeonato Mundial FIVB en Stare Jablonki, Polonia, donde alcanzaron cuartos de final siendo derrotados por la dupla alemana Erdmann y Matysik, terminando así en quinto lugar. Después en agosto de ese año resultaron primeros en el Grand Slam de Berlín, venciendo en semifinales a la dupla italiana Tomatis y Ranghieri (21-15, 21-18) y en la final a la dupla rusa Semenov y Krasilnikov (21-23, 21-13, 15-10). La segunda mitad del año jugó varios campeonatos con Emanuel, con quien terminaron segundos en el Grand Slam de Moscú, siendo derrotados por la dupla letona Šmēdiņš J. y Samoilovs (21-17, 21-16). También alcanzaron el quinto lugar en el Grand Slam de Xiamen.